# 瀑布沟水电站

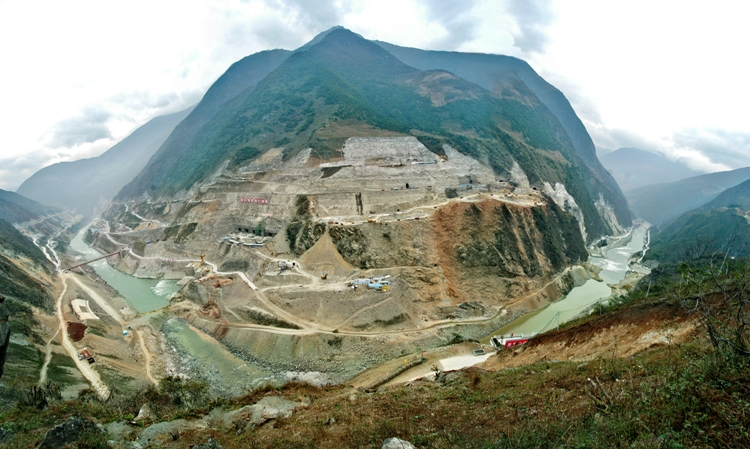
在建的瀑布沟水电工程现场

瀑布沟水电站工程位于四川省雅安市汉源县和凉山彝族自治州甘洛县境内（交界），是大渡河流域水电开发的控制性水库之一，是一座以发电为主，兼有防洪、拦沙等综合效益的特大型水电枢纽工程。电站枢纽由碎石土心墙堆石坝、左岸地下厂房系统、左岸岸边开敞式溢洪道、左岸泄洪洞、右岸放空洞及尼日河引水工程等工程项目和建筑物组成。电站装机6×550MW，首台机组于2009底发电，2010年12月26日最后一台机组投入运行。
作为中国“十五”重点建设项目、西部大开发标志性工程、四川目前在建最大的水电站，预计工程建设总投资超过199.43亿元人民币。
- 设计单位：成都勘测设计研究院
- 主要投资单位：中国国电集团公司控股的国电大渡河流域水电开发有限公司
- 主要建设单位：中国葛洲坝集团公司，中国水利水电建设集团公司（第五、七、十一、十四工程局），武警水电部队

## 进度
- 2002年12月25日国务院正式批准瀑布沟水电站立项
- 2004年3月31日工程开工
- 2005年11月22日工程截流成功
- 2010年4月7日第三台机组发电
- 2010年6月29日第四台机组发电
- 2010年12月23日第五台机组投产
- 2010年12月26日最后一台机组投入运行

## 事件
- 2004年10月，由于当地群众对移民征地补偿标准及发放不满，汉源县爆发大规模群众集体抗争运动，导致施工一度中断。

## 图集

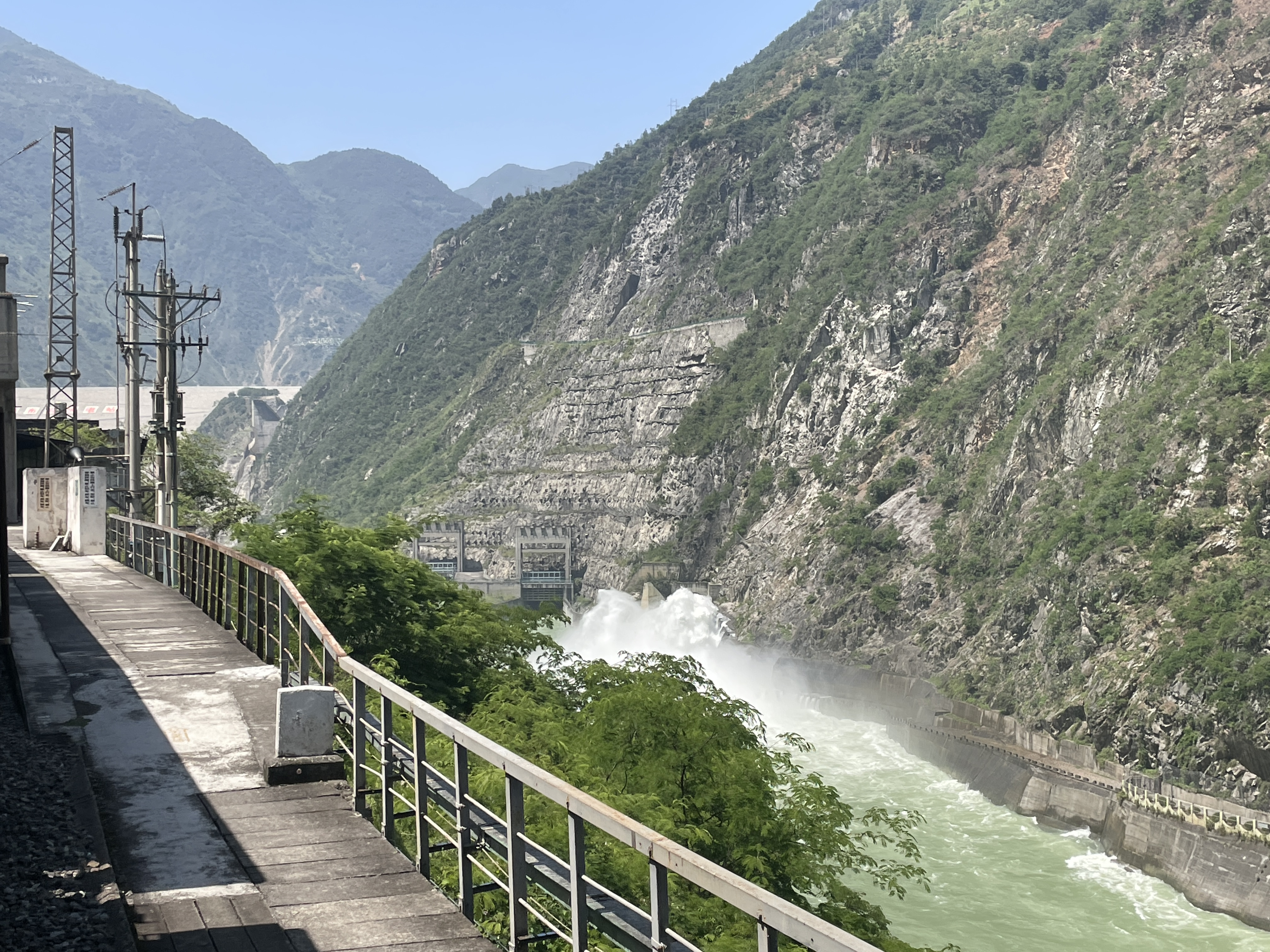
泄洪道（2023年）
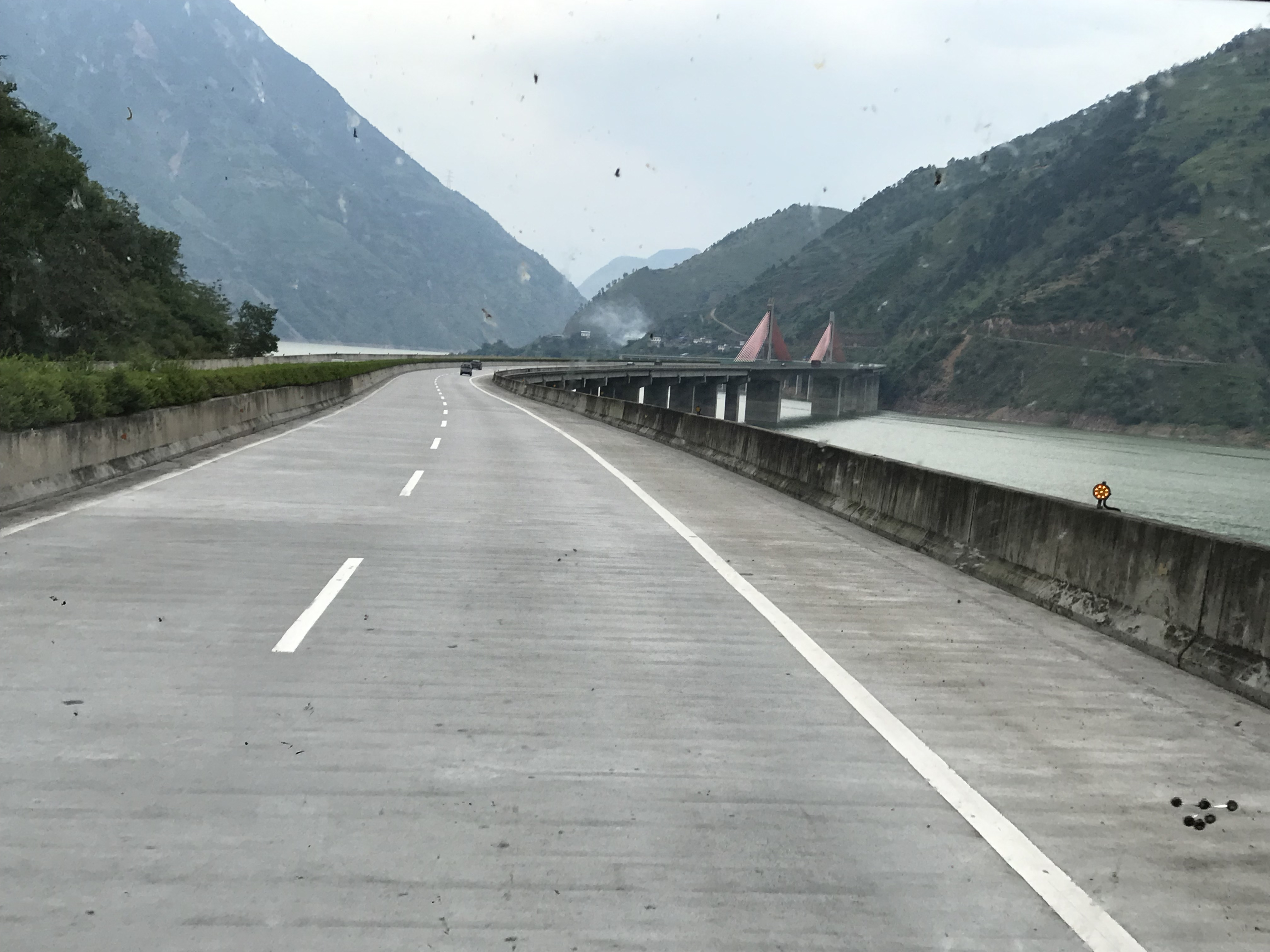
京昆高速公路跨大渡河特大桥
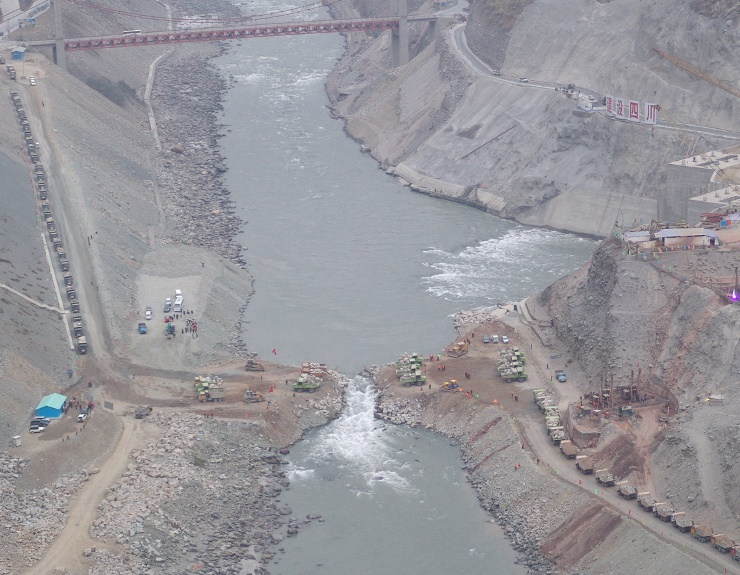
建造早期（2005年）
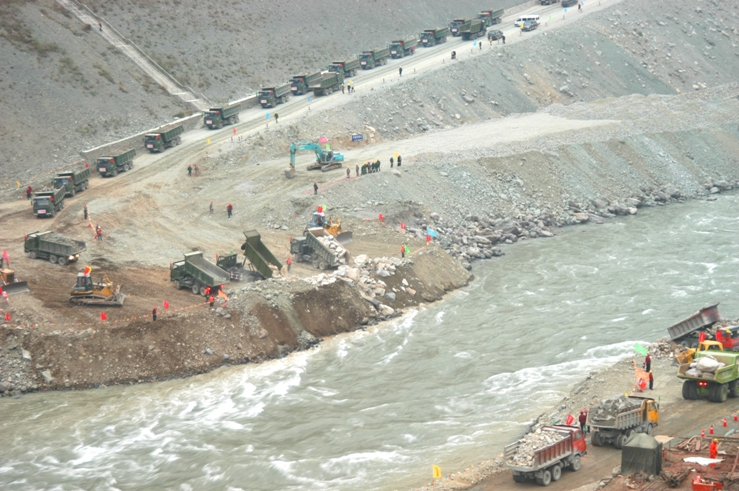
工程截流现场1（2005年）
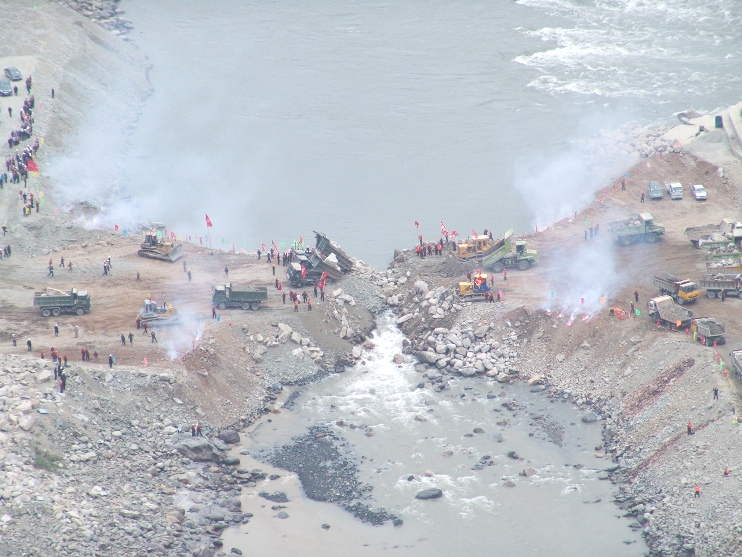
工程截流现场3（2005年）